# Cúp quốc gia Wales 1956–57
Cúp quốc gia Wales FAW 1956–57 là mùa giải thứ 70 của giải đấu bóng đá loại trực tiếp hàng năm dành cho các đội bóng ở Wales.

## Từ viết tắt
Tên giải đấu nằm sau tên các câu lạc bộ.
- B&DL - Birmingham & District League
- CCL - Cheshire County League
- FL D1 - Football League First Division
- FL D2 - Football League Second Division
- FL D3N - Football League Third Division North
- FL D3S - Football League Third Division South
- SFL - Southern Football League

## Vòng Năm
Vòng này có sự tham gia của 10 đội thắng ở vòng Bốn và 6 đội mới.
| Số thứ tự trận | Đội nhà              | Tỉ số | Đội khách        |
| -------------- | -------------------- | ----- | ---------------- |
| 1              | Oswestry Town (B&DL) | 0–3   | Chester (FL D3N) |

## Vòng Sáu
| Số thứ tự trận | Đội nhà              | Tỉ số | Đội khách        |
| -------------- | -------------------- | ----- | ---------------- |
| 1              | Cardiff City (FL D1) | 0–2   | Chester (FL D3N) |

## Bán kết
Swansea Town và Newport County thi đấu cả hai trận tại Cardiff, Wrexham và Chester thi đấu ở Rhyl.
| Số thứ tự trận | Đội nhà              | Tỉ số | Đội khách               |
| -------------- | -------------------- | ----- | ----------------------- |
| 1              | Swansea Town (FL D2) | 1–1   | Newport County (FL D3S) |
| ’‘đá lại’’     | Swansea Town (FL D2) | 3–0   | Newport County (FL D3S) |
| 2              | Wrexham (FL D3N)     | 2–0   | Chester (FL D3N)        |

## Chung kết
Trận Chung kết diễn ra tại Cardiff.
| Số thứ tự trận | Đội nhà          | Tỉ số | Đội khách            |
| -------------- | ---------------- | ----- | -------------------- |
| 1              | Wrexham (FL D3N) | 2–1   | Swansea Town (FL D2) |